# Phorocera exigua
Phorocera exigua là một loài ruồi trong họ Tachinidae.